# Rue Chenoise
La rue Chenoise est une voie publique de la commune française de Grenoble, essentiellement commerçante, située dans le quartier Notre-Dame, un des secteurs urbanisés le plus ancien de la ville mais correspondant à ce qui fut le faubourg de l'Île, lequel était situé hors de l'enceinte médiévale.
Elle abrite notamment des maisons remarquables dont certaines sont classées au titre des monuments historiques, à l'instar de la maison de l'inventeur Jacques Vaucanson.

## Situation et accès
La rue Chenoise commence place Notre-Dame et se termine au carrefour de la rue de Lionne et de la rue Renauldon par le No 24, son axe se prolongeant dans la rue Madeleine, au cœur du quartier Notre-Dame. 
Cette voie est essentiellement desservie par les lignes B et D du réseau de tramway de l'agglomération grenobloise. La station la plus proches (située à moins de cent mètres) se dénomme Notre-Dame -Musée.

## Origine du nom
La rue Chenoise, autrefois rua Calnesa et rua Chaunésia (en 1248), tient son nom de la famille de Chaunais  qui, aux XIIe siècle et XIIIe siècle, était l’une des plus riches du Dauphiné. C'est cette famille qui fit construire la Tour de Sassenage, située derrière la rue (plus précisément, au milieu de la  rue du pont Saint-Jaime) et édifiée au XIIIe siècle. Aymar Chaunais vendit la tour en 1301 au seigneur de Sassenage, qui donne son nom à l’édifice.

## Historique

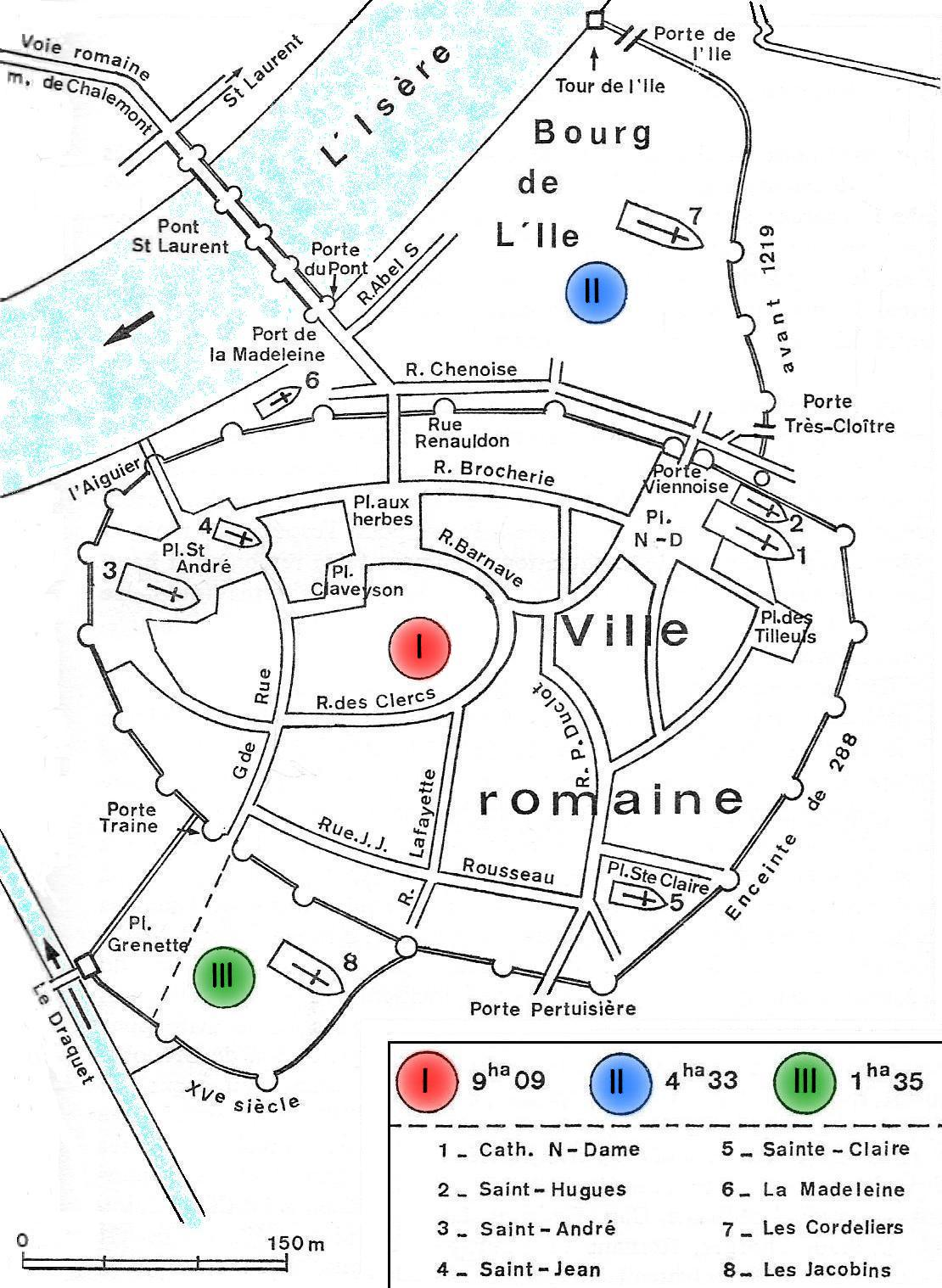
Plan de Grenoble au XIIIe siècle. L'enceinte romaine du IIIe est volontairement représentée dans sa totalité, mais les deux extensions du XIIIe vont faire détruire une partie de celle-ci. la rue Chenoise est parallèle (hors les murs) au rempart nord.

En 954, le quartier de la rue Chenoise, alors qu'il était occupé par les Cordeliers et entouré de fossés, se dénommait « bourg de l'Isle-aux-Moines ». Son nom est lié au fait que ce quartier-ci était bordé par le ruisseau du Verderet au nord.
La rue Chenoise, très ancienne, fut très certainement tracée dès l'époque romaine. Elle fut agrandie en 1200 à la suite d'un incendie et bourg de l'Isle fut intégré à la fin du XIIIe siècle à la cité. La voie reçut son nom définitif vers 1268, du nom d'une famille de grands propriétaires locaux, les Chaunais. Cependant, seul le côté sud était bâti, le côté nord n'étant constitué que de potagers et ne fut construit que vers 1630. Dénommée rue Vaucanson en 1794, elle reprit son ancienne dénomination en 1800.

## Bâtiments remarquables et lieux de mémoire

### Bâtiments historiques disparus
- À l'entrée de la rue Chenoise, une porte monumentale la séparait de la ville intre-muros, il s'agissait de la Porte Viennoise ou Porte Herculéenne (Portam Viennensem Herculeam). Celle-ci fut démolie au début du XIXe siècle (entre 1802 et 1810)[5].

- L'aumônerie Notre-Dame est un des plus grands établissements hospitaliers de la ville de Grenoble durant l'époque médiévale. Il fut édifié par en 1424 (ou 1422) par Aymon Ier de Chissé, alors évêque de Grenoble[6].

### Bâtiments historiques existants

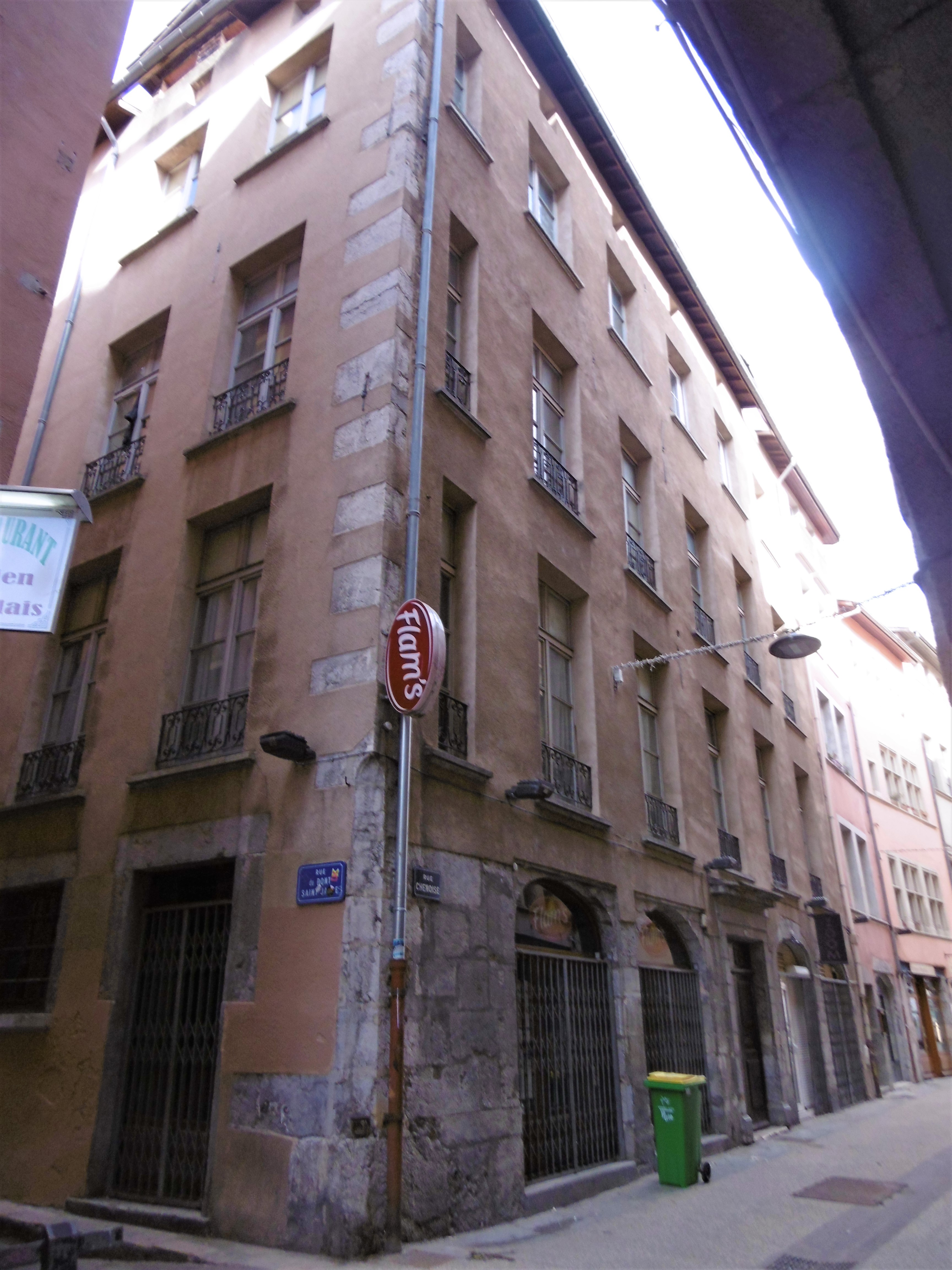
Maison à l'angle de la rue Chenoise et de la rue du Pont-St-Jaime

- La Maison Vaucanson est située au No 8 de la rue d'où l'on découvre la porte monumentale de style Louis XIII qui permet d'entrée dans une vaste cour d'honneur entouré d'un bel ensemble architectural dont un escalier d'honneur à loggia occupant tout le côté gauche et on ressent l'influence de l'architecture italienne contemporaine. L'ingénieur Vaucanson y vécut au milieu du XVIIIe siècle. L'ensemble (portail et escalier à balustre en pierre) est inscrit aux titre des Monuments Historiques le 4 novembre 1983. Cet hôtel particulier a probablement été édifié dans les années 1630 par la famille d'Ornacieux[7].

- Au niveau du No 9 de la rue, une plaque indique la présence d'un hôtel du début du XVIe siècle avec comme indication : « Les parties les plus anciennes de l'ensemble conservent la morphologie d'un riche hôtel de 1500 avec deux corps séparés par une cour ». Cet ensemble est adossé aux vestiges de l'ancienne enceinte médiévale et donc romaine de la ville. Cet immeuble est classé au titres des monuments historiques par arrêté du 23 juin 1987[8].

- L'hôtel Amat, classé au titres des monuments historiques par arrêté du 23 juin 1987[9],  est un hôtel particulier situé aux No 10 et No 12 de la rue a été construit entre la fin de la période médiévale et le début de la Renaissance. Le logis sur cour, dont le sol est pavé de grandes dalles en pierre, a été édifié au XVIIe siècle. Les visiteurs peuvent accéder à la cour par un unique passage situé au No 10. On peut noter la présence d'éléments remarquables dont les encadrements nervurés des croisillons du logis datant du XVIe siècle, la tourelle d'escalier polygonale, largement éclairée par des baies géminées finement sculptées, les coursives construites au-dessus d'une galerie étroite, voûtée et ouverte sur la cour par trois arcades, le tout rappelant l'art architectural de la fin du Moyen Âge[10].

- L'hôtel particulier, construit à la fin du XVIIIe siècle, situé au No 14, est classé partiellement au titre des monuments historiques, par arrêté du 23 juin 1987. La porte de cette maison, de style classique et surmontée d’une petite corniche, donne accès à une cour intérieure pavée en dalles de pierre et son vieil escalier composé d’une volée assez étroite par étage. Celui-ci est soutenu par un arc rampant éclairé par deux grandes ouvertures à chaque niveau et donnant sur la cour, soit cinq étages de baies, dont quatre en arcs groupés[11].

- Entre le No 14 et le No 16 se situe l'intersection entre la rue Chenoise et de la rue du pont Saint-Jaime, cette dernière permettant de rendre sur le site de la Tour de Sassenage, tour médiévale de 22 mètres, visible depuis le milieu de cette voie et indiqué par une plaque.

- Le mur d'un immeuble situé au No 16 présente des vestiges de baies géminées primitives que l'on peut encore distinguer au premier étage. Celle-ci datent du XIVe siècle, puis modifiées à la fin du XVe siècle et enfin au XIXe siècle. Ces vestiges restent un des témoins d'une des plus anciennes maisons médiévales ayant été édifiée à Grenoble[12].

- Stendhal adolescent fréquenta souvent le 3e étage de l'immeuble situé au No 18. Il venait y retrouver son ami intime François Bigillion et sa sœur Victorine, qui lui inspira ses premiers émois amoureux[13].

Les lieux de mémoire de la rue Chenoise
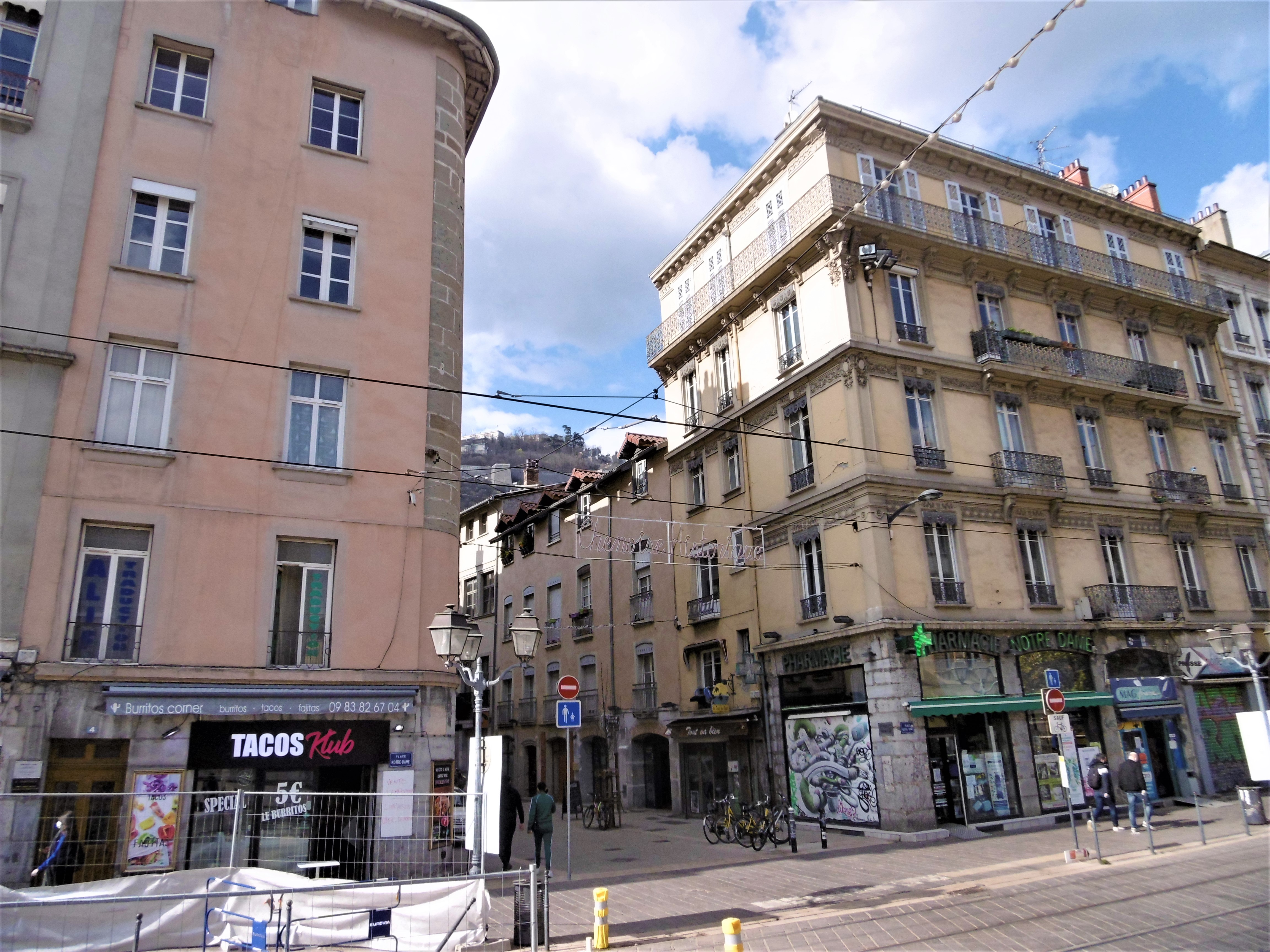
Vue sur la rue Chenoise depuis le parvis de Notre-Dame
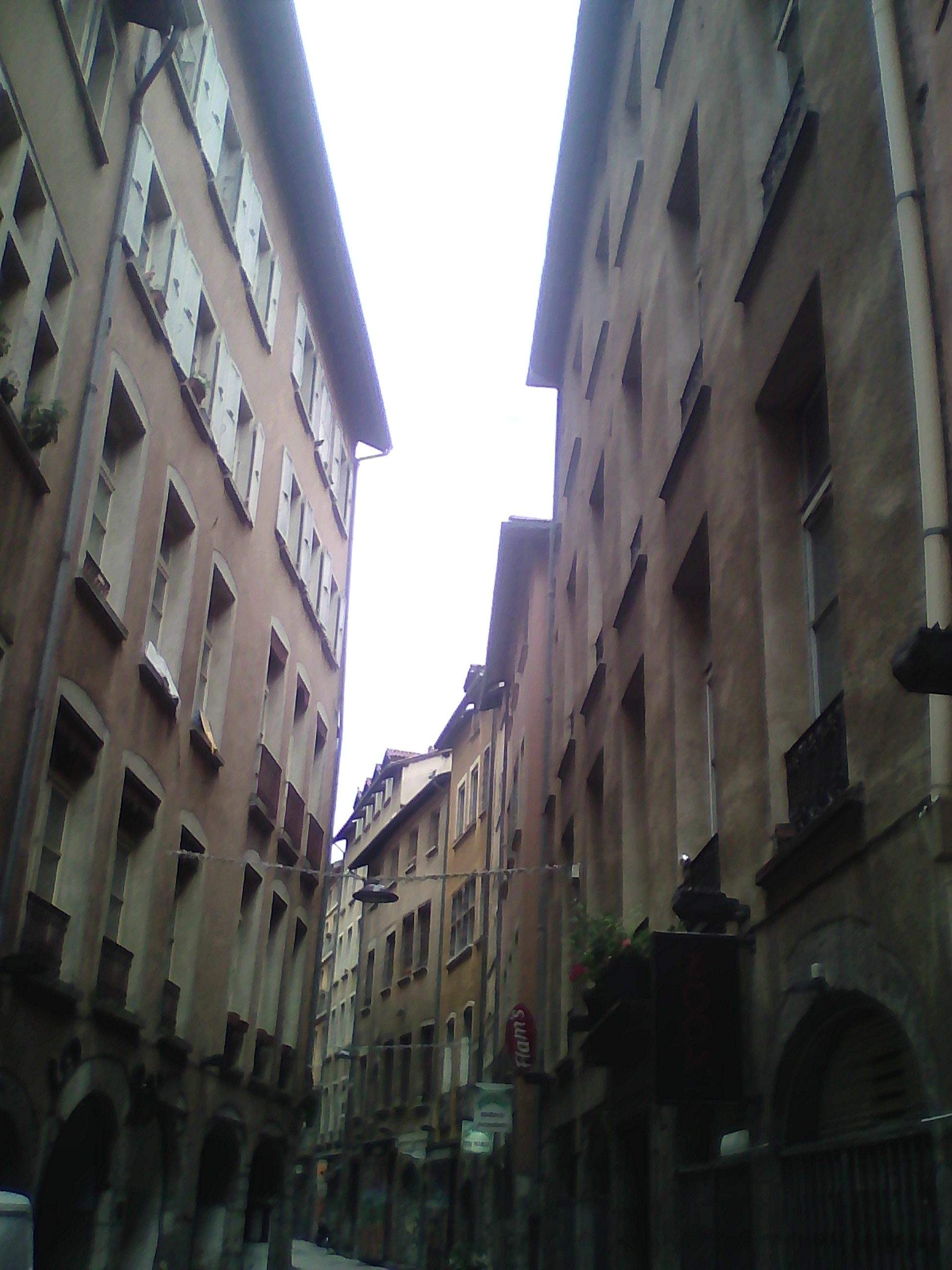
le centre de la rue Chenoise
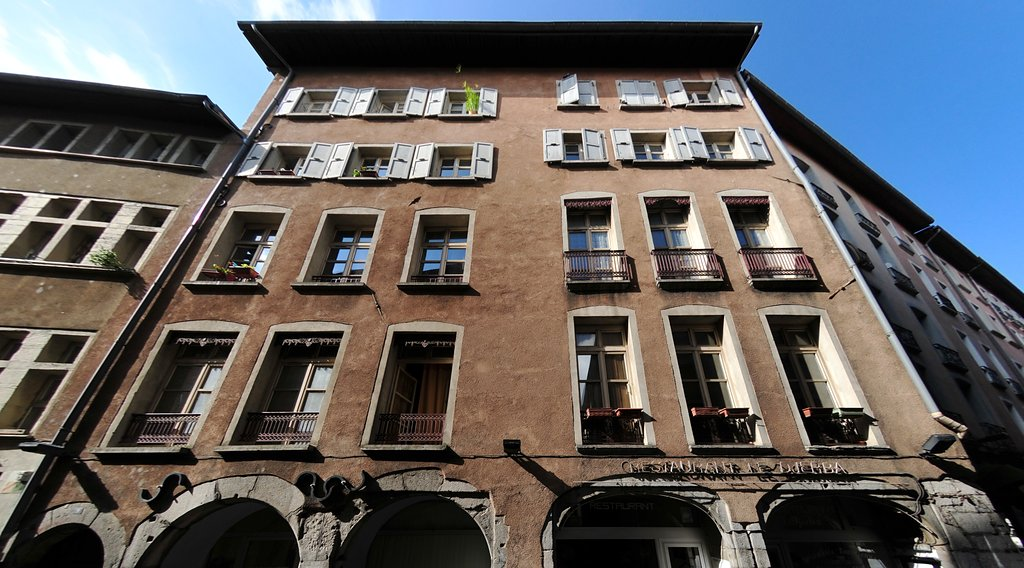
Façade du numéro 9 de la rue
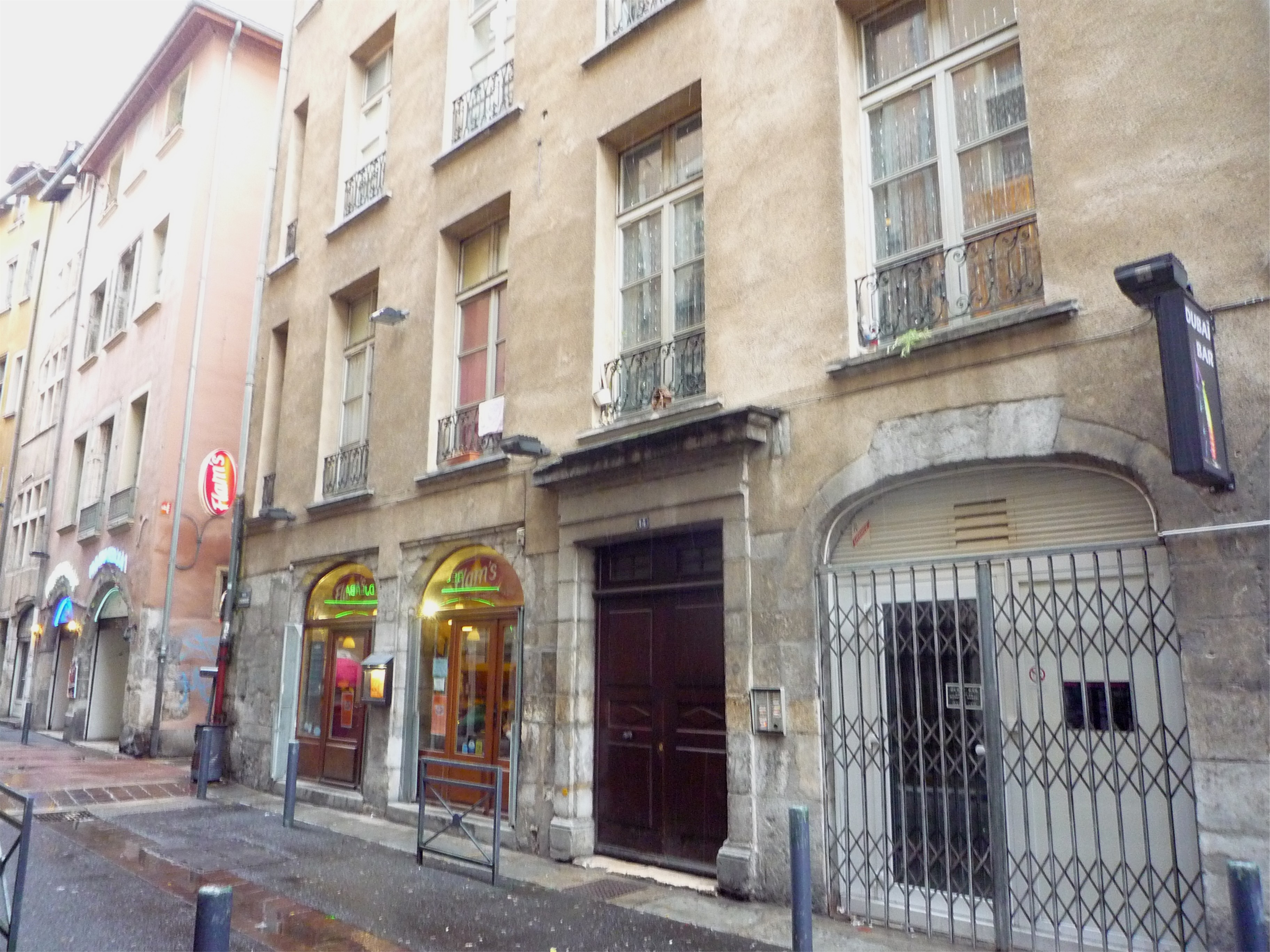
Façade du numéro 14 de la rue
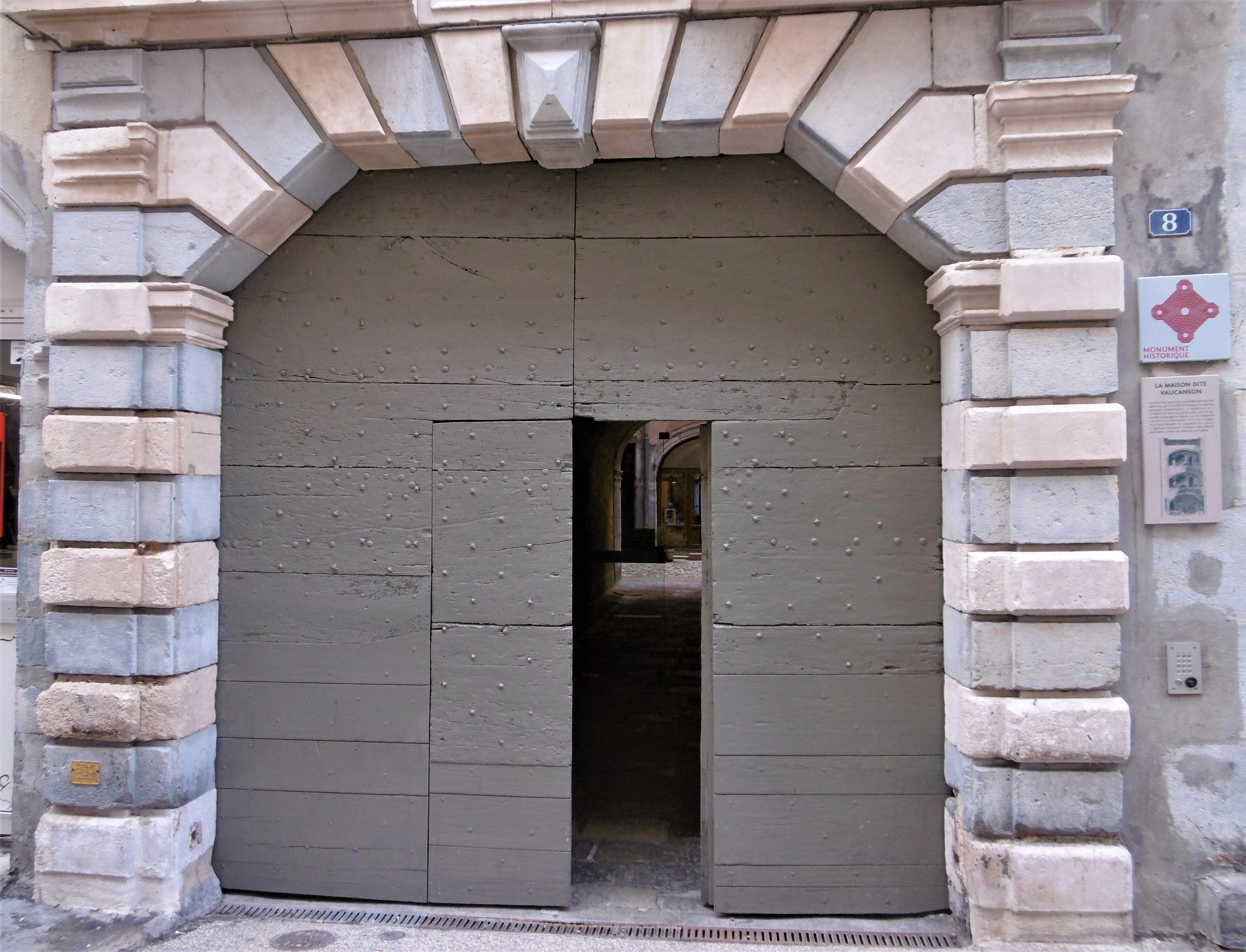
Portail monumental de la Maison Vaucanson
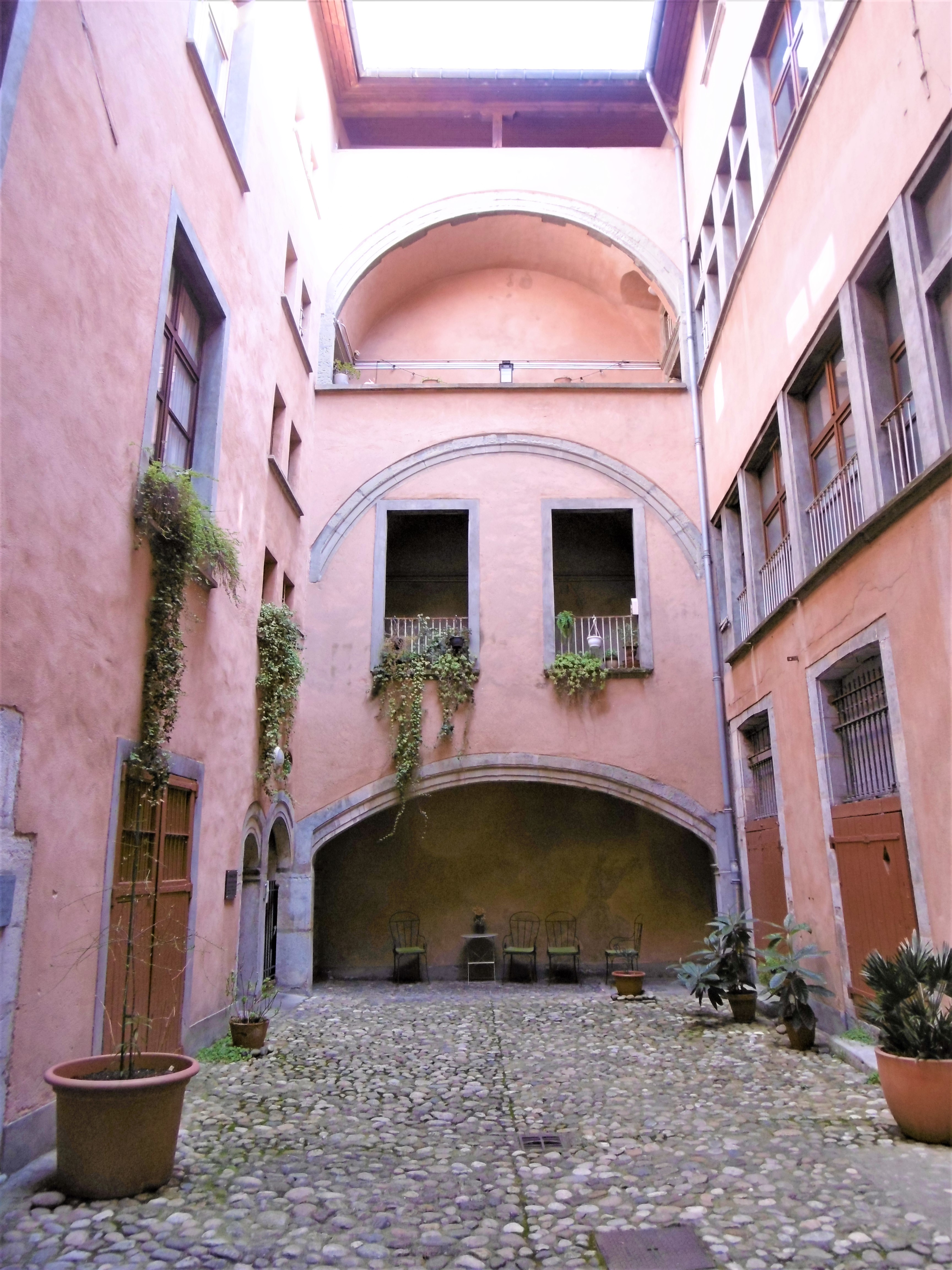
Côté droit de la cour de la Maison Vaucanson
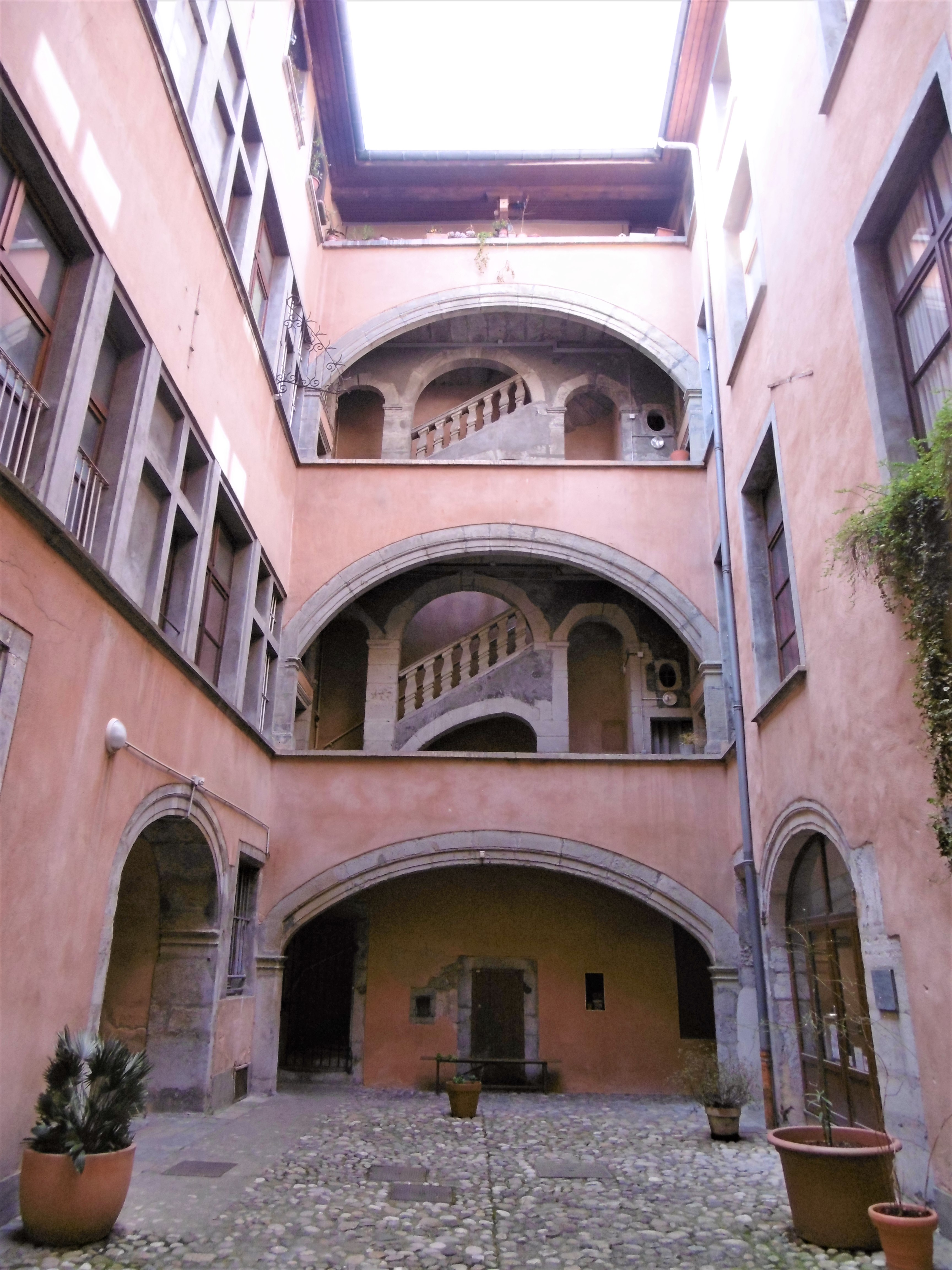
Côté gauche de la cour de la Maison Vaucanson